# Gaucelmo de Rosellón
Gaucelmo de Rosellón (también conocido como Gocelón o Goselm, f. Chalon-sur-Saône, 834) fue un noble carolingio, conde de Rosellón desde el año 800 y posteriormente conde de Ampurias y otros territorios de la Marca Hispánica. Fue una figura importante en la Septimania, defendiendo la influencia de la nobleza franca y desempeñando un papel clave en los conflictos políticos del Imperio carolingio. Murió en 834 en Chalon-sur-Saône, Borgoña.

## Contexto y Origen Familiar
Gaucelmo nació alrededor del año 796 y fue miembro de la dinastía Guilhemidas, una influyente familia noble estrechamente vinculada con la dinastía carolingia. Era hijo de Guillermo de Gellone, conde de Tolosa, duque de Septimania y fundador del Monasterio de Gellone en Saint-Guilhem-le-Désert. Su madre era Guibourg (o Witburge), una dama franca de alta posición social.
Por su linaje, Gaucelmo estaba relacionado directamente con la familia imperial, ya que su padre, Guillermo de Gellone, era primo de Carlomagno. Este parentesco lo hacía también primo de Luis el Piadoso, hijo de Carlomagno, y bisnieto de Carlos Martel, héroe de la Batalla de Poitiers y fundador de la dinastía carolingia. Esta relación familiar le confería a Gaucelmo una posición privilegiada en la corte carolingia y facilitaba su acceso a altos cargos en la administración del imperio.

### Familia y Relaciones
Entre los hermanos y medios hermanos de Gaucelmo destacan figuras relevantes en la política de la época. Su medio hermano Bernardo de Septimania fue uno de sus aliados más cercanos y compartió con él el poder en la Septimania. Bernardo desempeñó un papel importante como consejero de Luis el Piadoso y llegó a ser camarlengo del emperador. Por otro lado, Gaucelmo mantuvo una relación conflictiva con su medio hermano Bera, quien fue el primer conde franco de Barcelona. Bera, de origen godo y partidario de una política de paz con los musulmanes, estaba en desacuerdo con la postura militarista y expansionista de Gaucelmo, lo que generó tensiones familiares y políticas que finalmente culminaron en su destierro.
A pesar de estos conflictos, la familia de Gaucelmo mantuvo una gran influencia en la Marca Hispánica y en el Imperio carolingio en su conjunto. La dinastía Guilhemida logró consolidar su posición en la región y expandir su control sobre varios territorios, con Gaucelmo como uno de sus líderes destacados en la administración de Rosellón y, posteriormente, en Ampurias, Razés y Conflent.

## Ascenso al Poder

### Primeros Años como Conde de Rosellón
Se cree que Gaucelmo fue designado por su padre, Guillermo de Gellone, como gobernante de Rosellón alrededor del año 790, inicialmente actuando como su representante. Bajo la supervisión de su padre, Gaucelmo adquirió experiencia administrativa y militar, lo que le permitió consolidarse como un líder respetado en la región. A partir del año 800, pasó a ser oficialmente el conde de Rosellón bajo la autoridad de Luis el Piadoso, quien en ese entonces gobernaba Aquitania como rey vasallo de su padre, Carlomagno.
En 812, el emperador Carlomagno ratificó a Gaucelmo como conde de Rosellón en una carta oficial en la que también se enumeraban a otros nobles relevantes de la Marca Hispánica, como los condes de Barcelona, Gerona y Narbona. Esta carta, además de confirmar a Gaucelmo en su cargo, instruía a los gobernantes de la región a proteger a los refugiados godos que huían de Al-Ándalus, concediéndoles una reducción en los impuestos y protegiendo sus propiedades. Esto formaba parte de la política de Carlomagno de afianzar su control sobre la Marca mediante la integración de los godos leales en la sociedad franca.
La ratificación formal de Gaucelmo como conde de Rosellón en 812 reforzó su autoridad en la región y le permitió expandir su influencia. Además, consolidó su posición en la corte carolingia, permitiéndole mantener relaciones estrechas con la nobleza franca y con otros líderes de la Marca Hispánica. Esta consolidación del poder fue fundamental para que Gaucelmo pudiera más tarde adquirir los condados de Ampurias, Razés y Conflent, que también pasarían a formar parte de sus dominios.

### Expansión de Poder y Conflicto con Bera
En 817, el emperador Luis el Piadoso amplió la autoridad de Gaucelmo otorgándole el condado de Ampurias, un territorio que había sido administrado previamente por el conde Ermenguer. Este incremento en su poder consolidó la influencia de Gaucelmo en la Marca Hispánica, una región fronteriza fundamental para la defensa del imperio contra Al-Ándalus. Este nombramiento reforzó a Gaucelmo como una figura clave en la política franca de la región, y fue aprovechado por él para desafiar a su medio hermano, Bera, quien gobernaba Barcelona y era un destacado líder godo partidario de la paz con los musulmanes.
Mientras que Bera defendía una postura conciliadora para estabilizar las relaciones con Al-Ándalus y garantizar la seguridad de la frontera sur, Gaucelmo, junto a su hermano Bernardo de Septimania, apoyaba una política expansionista y de confrontación, buscando extender el dominio franco hacia el sur mediante incursiones militares y una férrea defensa de los intereses francos. Este conflicto de intereses desembocó en una rivalidad familiar y política que caracterizó la relación entre ambos hermanos.
En 820, durante una asamblea imperial celebrada en Aquisgrán, el lugarteniente de Gaucelmo, Sanila, acusó a Bera de traición, alegando que su política pacifista favorecía a los musulmanes y ponía en riesgo la seguridad de la Marca Hispánica. El caso se resolvió mediante un duelo judicial, en el cual Sanila derrotó a Bera. Como resultado, Bera fue declarado culpable y condenado al destierro, estableciéndose en Ruán, donde viviría hasta su muerte.
Tras el exilio de Bera, el título de conde de Barcelona fue otorgado a Rampon, un noble franco neutral en el conflicto. Sin embargo, Gaucelmo y su hermano Bernardo aprovecharon la situación para consolidar aún más su influencia en la región. Los condados de Razés y Conflent, previamente bajo el control de Guillemundo, hijo de Bera, permanecieron en el círculo de influencia de Gaucelmo y sus aliados, fortaleciendo su posición en la frontera con Al-Ándalus.

### Consolidación de su Poder en la Marca Hispánica
A medida que aumentaba su influencia en la Marca Hispánica, Gaucelmo se convirtió en una figura esencial para la administración y defensa de esta región fronteriza del Imperio carolingio. En 826, apoyó la ascensión de su hermano Bernardo de Septimania al gobierno de los condados de Barcelona, Gerona y Besalú, fortaleciendo así la presencia de la familia Guilhemidas en los territorios clave de la marca. La cooperación entre ambos hermanos les permitió consolidarse como importantes figuras en la corte de Luis el Piadoso, quien confiaba en ellos para mantener la estabilidad en la frontera sur del imperio.
En este contexto de fortalecimiento del poder, los hermanos enfrentaron y sofocaron una rebelión encabezada por Aysun, un noble godo que había liderado una sublevación en la Marca Hispánica con el apoyo del Emirato de Córdoba. La revuelta fue motivada por el descontento de la nobleza local gótica, que resentía la creciente influencia de la nobleza franca en la administración de sus territorios. La exitosa represión de esta revuelta consolidó la posición de Gaucelmo y Bernardo, quienes se convirtieron en los principales defensores de los intereses francos en la región.
En 828, como reconocimiento a su lealtad y habilidad administrativa, Gaucelmo fue nombrado conde de Razés y Conflent, dos territorios estratégicos que ampliaban su jurisdicción y le permitían ejercer una autoridad casi total sobre la Marca. Este nombramiento consolidó aún más su poder en la región y permitió a los Guilhemidas reforzar su control sobre el noreste de la península ibérica.
Durante las ausencias de Bernardo, quien fue llamado a la corte imperial para desempeñar el cargo de camarlengo de Luis el Piadoso, Gaucelmo asumió la administración de sus territorios. Esto le permitió gobernar de facto gran parte de Septimania y ejercer una considerable influencia en la política de la Marca Hispánica. La colaboración entre ambos hermanos convirtió a los Guilhemidas en una de las familias más poderosas del imperio carolingio, logrando un equilibrio entre la autoridad imperial y la nobleza local en una región estratégica y compleja.

## Participación en las Guerras Civiles Carolingias
A partir de 830, Gaucelmo y su hermano Bernardo de Septimania se vieron implicados en las disputas internas del Imperio carolingio, conocidas como las Guerras Civiles Carolingias. Estas guerras fueron provocadas por las tensiones entre el emperador Luis el Piadoso y sus hijos, quienes buscaban repartirse el poder en un imperio en expansión y redefinición política.
En 831, Pipino I de Aquitania, hijo de Luis el Piadoso, se rebeló contra su padre en un intento por asegurar su control sobre el reino de Aquitania. Gaucelmo y Bernardo, que compartían una cercana relación con Pipino y estaban descontentos con la centralización de poder promovida por el emperador, decidieron apoyar la insurrección. Gaucelmo esperaba que, al apoyar a Pipino, él y su hermano consolidarían su autoridad en la Marca Hispánica sin la intervención directa del emperador.
Luis el Piadoso respondió rápidamente y envió un ejército comandado por Berenguer de Tolosa, uno de sus más leales seguidores, para sofocar la rebelión en el sur. Las tropas de Berenguer ocuparon los territorios de Rosellón, Razés y Conflent, debilitando significativamente la posición de Gaucelmo en la Marca Hispánica. Gaucelmo intentó organizar la resistencia desde Ampurias, pero la fuerza del ejército imperial y la falta de apoyo suficiente lo obligaron a rendirse. Tras la derrota, se refugió en Borgoña, en donde fue exiliado a sus propiedades familiares, quedando temporalmente excluido de la esfera política.
Este exilio marcó un punto de inflexión en la carrera política de Gaucelmo, quien perdió gran parte de su influencia en la Marca Hispánica. Sin embargo, su lealtad a Bernardo y su persistencia en el conflicto carolingio continuaron, ya que los hermanos Guilhemidas seguían siendo actores relevantes en las intrigas cortesanas y en la resistencia a la autoridad imperial centralizada.

## Muerte y Legado
En 834, después de su exilio en Borgoña, Gaucelmo decidió apoyar nuevamente al emperador Luis el Piadoso en su conflicto contra su hijo mayor, Lotario I. Lotario había tomado una postura abiertamente hostil hacia su padre, intentando consolidar su control sobre varias regiones del imperio, entre ellas Chalon-sur-Saône, donde se encontraba Gaucelmo con sus seguidores.
Durante el asedio de Chalon-sur-Saône, Lotario buscaba eliminar a los partidarios de su padre para consolidar su dominio. Tras un breve pero intenso enfrentamiento, las fuerzas de Lotario lograron capturar la ciudad y apresar a Gaucelmo y su lugarteniente Sanila. Como represalia y para enviar un mensaje a los demás nobles que apoyaban a Luis el Piadoso, Lotario ordenó la ejecución de ambos; Gaucelmo y Sanila fueron decapitados públicamente en 834.
Además de la ejecución de Gaucelmo, su hermana Gerberga, quien también había manifestado su lealtad a Luis el Piadoso, fue acusada de conspiración y brujería. Gerberga fue sometida a un juicio sumario, condenada a muerte y ejecutada de manera brutal: la colocaron en un barril y la lanzaron al río Saona, una práctica destinada a denigrar su memoria y asustar a otros seguidores del emperador.
La muerte de Gaucelmo marcó el fin de su influencia en la Marca Hispánica y reflejó la inestabilidad que caracterizaba el Imperio carolingio durante las guerras civiles. A pesar de su trágico final, la familia Guilhemida continuó teniendo un papel significativo en la política del imperio, y el recuerdo de Gaucelmo perduró como símbolo de lealtad a la figura imperial frente a las divisiones internas que asolaron el reino de los carolingios.

## Títulos y cargos
Gaucelmo ostentó varios títulos y cargos de importancia en la Marca Hispánica y el Imperio carolingio, lo que le permitió consolidarse como una figura clave en la administración y defensa de los territorios fronterizos. A lo largo de su vida, acumuló varias posiciones de poder:
- Conde de Rosellón: Nombrado conde de Rosellón alrededor del año 800 por su padre, Guillermo de Gellone, y ratificado en el cargo por el emperador Carlomagno en 812. Este título le permitió consolidar su presencia en la Marca Hispánica y le otorgó autoridad sobre uno de los condados estratégicos para la defensa del imperio frente a Al-Ándalus.[33]

- Conde de Ampurias: En 817, el emperador Luis el Piadoso le concedió el título de conde de Ampurias, un territorio previamente administrado por Ermenguer. Este título expandió su poder en la región y lo convirtió en un líder clave en el noreste de la península ibérica.[34]

- Conde de Razés y Conflent: En 828, Gaucelmo fue nombrado conde de los condados de Razés y Conflent, fortaleciendo aún más su autoridad en la Marca Hispánica. Estos territorios, situados en las estribaciones de los Pirineos, eran cruciales para el control de las rutas comerciales y militares en la región.[35]

- Administrador de la Marca Hispánica: Durante las ausencias de su hermano Bernardo de Septimania, quien fue llamado a la corte imperial para desempeñar el cargo de camarlengo de Luis el Piadoso, Gaucelmo asumió la administración de gran parte de los territorios de la Marca Hispánica. En este papel, ejerció una influencia considerable sobre los asuntos militares y civiles de la región, consolidando su prestigio como defensor del imperio en la frontera con Al-Ándalus.[36]

| Predecesor: Guillermo I de Tolosa | Conde del Rosellón 812-832        | Sucesor: Berenguer de Tolosa |
| Predecesor: Ermenguer             | Conde de Ampurias 817-832         | Sucesor: Berenguer de Tolosa |
| Predecesor: Guillemó              | Conde de Rasés y Conflent 828-832 | Sucesor: Berenguer de Tolosa |